# Sargstedt
Sargstedt is een plaats en voormalige gemeente in de Duitse deelstaat Saksen-Anhalt, en maakt deel uit van de Landkreis Harz.
Sargstedt telt 734 inwoners.